# إدوارد كولين (ممثل)
إدوارد كولين (بالفرنسية: Édouard Collin)‏
```
هو 
ممثل
 
فرنسي
، ولد في 28 فبراير 1987 في 
فرنسا
.
[
1
]
```

## وصلات خارجية
- إدوارد كولين على موقع IMDb (الإنجليزية)
- إدوارد كولين على موقع ألو سيني (الفرنسية)
- إدوارد كولين على موقع أول موفي (الإنجليزية)
- إدوارد كولين على موقع قاعدة بيانات الفيلم (الإنجليزية)
- إدوارد كولين على موقع كينوبويسك (الروسية)